# La Mort du petit cheval
La Mort du petit cheval est un roman d’Hervé Bazin, publié en 1950 et qui est la suite de Vipère au poing, publié en 1948. Le livre décrit la lutte du narrateur, Jean Rezeau, pour acquérir l’indépendance vis-à-vis de sa famille et tout particulièrement de sa mère, dite Folcoche, une véritable mégère.

## Personnages
- La famille Rezeau
  - Jean Rezeau : dit Brasse-Bouillon, le narrateur, est le deuxième fils de Jacques et Paule Rezeau. Élevé à la Belle-Angerie, le manoir ancestral, il a été maltraité par sa mère, une véritable marâtre, la majeure partie de son enfance. Grâce à son courage et la dureté de son caractère, il a obtenu, pour lui et ses frères, de quitter la Belle-Angerie où ils vivaient en vase clos, éduqués par des précepteurs, pour entrer pensionnaire dans un lycée privé catholique. Par tous les moyens, il cherche à échapper à l’emprise de sa mère pour se reconstruire et devenir un homme libre.
  - Paule Rezeau : Paule Pluvignec, mariée à Jacques Rezeau. Surnommée « Folcoche », « la Vieille », puis « la Douairière », elle éprouve une haine sans limite envers ses fils qui par conséquent la détestent. Paule est la fille d’un sénateur parisien qui lui a imposé un mariage avec une famille bourgeoise provinciale ancienne et respectée : les Rezeau. Contrainte de mettre ses fils en pension dans différents lycées, elle souhaite conserver un total contrôle sur leur vie.
  - Jacques Rezeau : le père de famille, et aussi le « chef de famille », du fait d'être l'aîné des Rezeau. Pour sauver son patrimoine en péril, il doit accepter de quitter la Belle-Angerie, pour prendre un poste de juge à Fort-de-France en Martinique après avoir placé ses fils en pension. Fier de la gloire de ses ancêtres, il méprise les « nouveaux riches » (dont fait partie sa femme) et le « petit peuple ». Il est affectueux avec ses enfants mais il n’a jamais trouvé le courage de s'opposer à sa femme qui les martyrise.
  - Ferdinand Rezeau : dit Chiffe ou Frédie, il est le frère aîné de Jean. Tout comme son père, il n'a pas le courage de s'opposer à sa mère et subit sans broncher les mauvais traitements infligés. Complice de son frère durant l’enfance en dépit de sa lâcheté, il se révèle opportuniste, orgueilleux et terriblement jaloux. De plus, sa paresse en fait un parfait parasite pour l’ensemble de sa famille.
  - Marcel Rezeau : dit Cropette, il est le troisième et dernier fils de la famille. Né en Chine où ses parents vivaient alors, il est le seul à avoir été élevé par sa mère, qui montre à son égard une nette préférence ; car c’est en fait un bâtard qu’elle a eu par adultère. Elle souhaite qu’il devienne le futur « chef de famille » et qu’il hérite du patrimoine familial au détriment de ses frères. Froid et calculateur, il semble incapable d'éprouver le moindre sentiment affectueux à l'égard des membres de sa famille.
  - Léon Rezeau, cousin de Jean. Il travaille comme représentant à la Santima, une manufacture d’objets religieux dans laquelle Jacques Rezeau et son beau-frère, le baron de Selle d’Auzelles ont des intérêts financiers.
  - Son épouse, la baronne de Selle d'Auzelle, habitant à La Rochelle, sœur de Jacques, a fait de Marcel, le plus jeune des Rezeau, son héritier.
  - Édith Torure, dactylo dans la même fabrique, dont la mère, également sœur de Jacques, est veuve et « sans le sou ».
  - Époux Pluvignec : les parents de Folcoche. Lui est ancien sénateur et ils vivent tous les deux reclus dans un luxueux hôtel particulier, et ne se préoccupent que de Marcel qui sait profiter de leurs bonnes grâces.
- La famille Ladour
  - Félicien Ladour : directeur de la Santima, une fabrique d’objets de culte et a les Rezeau pour associés. À ce titre, il est contraint d’embaucher quelques membres de cette famille. Issu du peuple, il est peu considéré par les Rezeau. Son frère, Monsieur Ladour, borgne et ancien marchand de peau de lapin devenu magnat du cuir, accueille Jean le temps des vacances. Lui et son épouse, Madame Ladour, se montrent très affectueux avec Jean – ce dernier doit les appeler « mon Oncle » et « ma Tante ». Ils ne cherchent par pour autant à comprendre le drame que le jeune homme a vécu avec sa mère. Ils sont les parents de Samuel, Michelle (dite Micou et dont Jean tombe vite amoureux), Suzanne, Cécile, Jacqueline, Rose, Madeleine qui considèrent tout de suite Jean comme leur « cousin adoptif ». La famille Ladour subira la haine de Folcoche.
- Autres personnages
  - Paule Leconidec : infirmière, voisine et amie de Jean, elle devient sa confidente et veille sur lui avec l’affection d’une mère parfois. Elle partage avec lui le peu qu’elle possède, et lui accorde parfois même l’accès à son lit.
  - Mère Polin : trois fois veuve, la vieille dame fait pension et loge Jean quelques mois. Liée au jeune homme par une affection réciproque, elle fait aussi les frais de cet attachement en subissant les foudres de Folcoche.
  - Monique Arbin : orpheline élevée par sa tante dont Jean va tomber éperdument amoureux.

## Résumé
Jean, le « Brasse-Bouillon » de Vipère au poing, a grandi et vient de passer plusieurs années éloigné de sa mère, la terrible « Folcoche ». Confié à la surveillance d'un parent éloigné, Félicien Ladour, Jean découvre au sein de sa famille l'affection et même l'amour en la personne de la fille aînée, Michelle. Hélas, sous prétexte de rébellion quant à ses études et de son goût pour l'indépendance, Folcoche parvient à briser d'éventuelles fiançailles. Jean rompt avec sa famille et enchaîne les emplois laborieux et mal payés, trouvant néanmoins dans cette vie difficile la satisfaction d'être libre de ses actes. Il s'éprend d'une jeune femme, Monique Arbin, et découvre avec elle les joies d'une vie conjugale paisible et la promesse d'une paternité heureuse. La mort du père de Brasse-Bouillon met au jour les basses manœuvres de Folcoche pour déshériter deux de ses fils au profit du troisième ; grâce aux perspectives de bonheur offertes par son épouse enceinte, Jean finit par renoncer à une fastidieuse bataille judiciaire. Lors d'une ultime rencontre autour du premier-né de Jean, Folcoche, narquoise, prophétise à son fils la difficulté d'être parent.